# Мунтеле-Сечелулуй
Мунтеле-Сечелулуй (рум. Muntele Săcelului) — село у повіті Клуж в Румунії. Входить до складу комуни Бейшоара.
Село розташоване на відстані 320 км на північний захід від Бухареста, 25 км на південний захід від Клуж-Напоки.

## Населення
За даними перепису населення 2002 року у селі проживали 72 особи, усі — румуни. Усі жителі села рідною мовою назвали румунську.